# Clubiona moralis
Espèce
Clubiona moralis est une espèce d'araignées aranéomorphes de la famille des Clubionidae.

## Distribution
Cette espèce se rencontre en Chine au Hubei et à Taïwan,.

## Publication originale
- Song, Zhu, Gao & Guan, 1991 : Six species of clubionid spiders (Araneae: Clubionidae) from China. Journal of Xinjiang University, vol. 8, p. 66-72.